# Carolina Moraes-Liu
Carolina Moraes Liu (Salvador, 23 de agosto de 1968) é uma cineasta documentarista brasileira.
Carolina é formada em rádio e televisão pela Universidade Estadual de São Francisco, e vem atuando como produtora e diretora de cinema desde 1996. Em 2001 Carolina recebeu o Remi Award no festival internacional de cinema Worldfest, com o documentário Festive Land: Carnaval in Bahia.
Carolina é membro da Academia Nacional de Artes & Ciências Televisivas (Academy of Television Arts & Sciences - NATAS), onde serve como jurada para os Prêmios Emmy.

## Filmografia
- Beleza Negra. 2008
- Bloco Afro and Afoxé. 2003
- Play for a Cure. 2002
- Festive Land: Carnaval in Bahia. Documentário. 2001

## Prêmios
- Remi Award no WorldFest International Film Festival